# Mitteldeutsche Fußballmeisterschaft 1925/26

Dresdner SC 1898 – Mitteldeutscher Fußballmeister 1926

Die Mitteldeutsche Fußballmeisterschaft 1925/26 des Verbandes Mitteldeutscher Ballspiel-Vereine (VMBV) war die 25. Spielzeit der Mitteldeutschen Fußballmeisterschaft. Die diesjährige Meisterschaft wurde abermals mittels zahlreicher regionaler Gauligen ausgetragen, deren Gewinner in einer K.-o.-Runde aufeinandertrafen. Durch einen 3:0-Erfolg über den SV Fortuna Leipzig 02, gewann der Dresdner SC 1898  nach langen 21 Jahren, zum zweiten Mal die Mitteldeutsche Fußballmeisterschaft und qualifizierte sich hiermit für die Deutsche Meisterschaft 1925/26. Jedoch etwas überraschend, schieden die erfolgsverwöhnten Dresdner bereits im Achtelfinale, nach einer 0:1-Niederlage beim Breslauer SC 08 aus.
Zur Ermittlung des zweiten mitteldeutschen Vertreters an der Deutschen Fußballmeisterschaft 1925/26 wurde wiederum ein Zusatz-Turnier ausgespielt. Der Sieger, der FC Preussen Chemnitz, traf danach in einem Relegations-Spiel, auf den Verlierer des Finals um die Mitteldeutsche Meisterschaft, SV Fortuna Leipzig. Die Fortunen setzten sich deutlich mit 8:0 durch und blickten ihrer Teilnahme an der Deutschen Fußballmeisterschaft freudig entgegen. Im Achtelfinale wurde der FC Bayern München mit 2:0 besiegt. Im Viertelfinale schied man aber nach einer empfindlichen 2:6-Niederlage gegen den Hamburger SV aus.

## Modus
Die Teilnehmer an der Mitteldeutschen Fußball-Endrunde wurden erneut mittels 27 regional begrenzter Gauligen ausgespielt. Die Gewinner der Gauligen qualifizierten sich damit für die Endrunde um die Mitteldeutsche Meisterschaft. Alle jeweiligen Zweitplatzierten, qualifizierten sich automatisch für die Runde der Zweiten. Der Sieger dieser Runde, trat dann gegen den Mitteldeutschen Vizemeister an und spielte hiermit den zweiten Startplatz für die Endrunden-Teilnahme an der Deutschen Fußballmeisterschaft 1925/26 aus.
| Gau             | Gaumeister              | Gauvizemeister              |
| --------------- | ----------------------- | --------------------------- |
| Altmark         | SC Herta Wittenberge    | Viktoria 09 Stendal         |
| Anhalt          | Viktoria 03 Zerbst      | Dessauer SV 98              |
| Elbe/Bode       | SV 09 Staßfurt          | SV Viktoria Güsten          |
| Elbe/Elster     | VfB Hohenleipisch       | Sportfreunde Torgau         |
| Erzgebirge      | FC Viktoria Lauter      | FC Tanne Thalheim           |
| Göltzschtal     | 1. FC 1907 Reichenbach  | SpVgg Falkenstein           |
| Harz            | FC Germania Halberstadt | SpVgg Thale 04              |
| Jeetze          | VfB 07 Klötze           | FC 09 Salzwedel             |
| Kyffhäuser      | SV Wacker Nordhausen    | BSC 07 Sangerhausen         |
| Mittelelbe      | FV Fortuna Magdeburg    | Cricket-Viktoria Magdeburg  |
| Mittelsachsen   | Chemnitzer BC           | FC Preussen Chemnitz        |
| Mulde           | VfL 1911 Bitterfeld     | VfB Preußen Greppin 1911    |
| Nordsachsen     | Riesaer SV              | FC 1901 Roßwein             |
| Nordthüringen   | SpVgg 02 Erfurt         | SC Erfurt 1895              |
| Nordwestsachsen | SV Fortuna Leipzig 02   | Olympia-Germania Leipzig    |
| Obererzgebirge  | VfB 1912 Geyer          | VfB Annaberg                |
| Oberlausitz     | VfB Kamenz              | SV Budissa Bautzen          |
| Osterland       | FC Wacker Gera          | VfB 09 Pößneck              |
| Ostsachsen      | Dresdner SC             | Dresdner SpVgg 05           |
| Ostthüringen    | 1. SV 03 Jena           | VfB Apolda                  |
| Saale           | FV Sportfreunde Halle   | SV Halle 98                 |
| Saale/Elster    | TuRV 1861 Weißenfels    | Schwarz-Gelb Weißenfels     |
| Südthüringen    | SC 06 Oberlind          | 1. SC 04 Sonneberg          |
| Vogtland        | SV Konkordia Plauen     | 1. Vogtländischer FC Plauen |
| Wartburg        | SV Preußen Langensalza  | SV 01 Gotha                 |
| Westsachsen     | VfL 1905 Zwickau        | VfB Glauchau                |
| Westthüringen   | SpVgg Zella-Mehlis 06   | VfL Meiningen 04            |

## Gau Altmark
| Pl. | Verein                     | Sp. | S  | U | N  | Tore    | Quote | Punkte |
| --- | -------------------------- | --- | -- | - | -- | ------- | ----- | ------ |
| 1.  | SC Herta Wittenberge       | 16  | 15 | 0 | 1  | 094:220 | 4,27  | 30:20  |
| 2.  | FC Viktoria 09 Stendal (M) | 16  | 13 | 0 | 3  | 074:190 | 3,89  | 26:60  |
| 3.  | Saxonia 07 Tangermünde     | 16  | 10 | 1 | 5  | 069:370 | 1,86  | 21:11  |
| 4.  | Wittenberger SV 1888       | 16  | 10 | 0 | 6  | 045:380 | 1,18  | 20:12  |
| 5.  | SuS 1910 Stendal           | 16  | 9  | 0 | 7  | 046:640 | 0,72  | 18:14  |
| 6.  | VfL Gardelegen             | 16  | 5  | 2 | 9  | 036:540 | 0,67  | 12:20  |
| 7.  | FC Siegfried Wahrburg      | 16  | 4  | 2 | 10 | 025:610 | 0,41  | 10:22  |
| 8.  | SC Minerva Wittenberge     | 16  | 2  | 0 | 14 | 041:630 | 0,65  | 04:28  |
| 9.  | Germania Tangerhütte       | 16  | 1  | 1 | 14 | 016:880 | 0,18  | 03:29  |

| (M) | Titelverteidiger Altmark |

## Gau Anhalt
| Pl. | Verein                  | Sp. | S  | U | N  | Tore    | Quote | Punkte |
| --- | ----------------------- | --- | -- | - | -- | ------- | ----- | ------ |
| 1.  | Viktoria 03 Zerbst      | 18  | 14 | 1 | 3  | 069:300 | 2,30  | 29:70  |
| 2.  | Dessauer SV 98          | 18  | 11 | 3 | 4  | 066:290 | 2,28  | 25:11  |
| 3.  | Cöthener FC Germania 03 | 18  | 10 | 4 | 4  | 036:340 | 1,06  | 24:12  |
| 4.  | SV Dessau 05            | 18  | 9  | 4 | 5  | 039:290 | 1,34  | 22:14  |
| 5.  | SC Cöthen 09            | 18  | 8  | 2 | 8  | 060:340 | 1,76  | 18:18  |
| 6.  | SV Cöthen 02 (M)        | 18  | 8  | 2 | 8  | 038:410 | 0,93  | 18:18  |
| 7.  | SV 07 Bernburg          | 18  | 7  | 4 | 7  | 037:480 | 0,77  | 18:18  |
| 8.  | FC Wacker Bernburg      | 18  | 6  | 2 | 10 | 048:670 | 0,72  | 14:22  |
| 9.  | SV Germania Roßlau      | 18  | 3  | 2 | 13 | 020:660 | 0,30  | 08:28  |
| 10. | 1. FC 1900 Zerbst       | 18  | 1  | 2 | 15 | 011:460 | 0,24  | 04:32  |

| (M) | Titelverteidiger Anhalt |

## Gau Elbe/Bode
| Pl. | Verein                   | Sp. | S  | U | N  | Tore    | Quote | Punkte |
| --- | ------------------------ | --- | -- | - | -- | ------- | ----- | ------ |
| 1.  | SV 09 Staßfurt (M)       | 12  | 11 | 0 | 1  | 062:140 | 4,43  | 22:20  |
| 2.  | SV Viktoria Güsten       | 12  | 7  | 2 | 3  | 045:200 | 2,25  | 16:80  |
| 3.  | SV Teutonia Aschersleben | 12  | 7  | 2 | 3  | 036:100 | 3,60  | 16:80  |
| 4.  | FC Askania Aschersleben  | 12  | 5  | 3 | 4  | 025:240 | 1,04  | 13:11  |
| 5.  | VfB Staßfurt             | 12  | 4  | 1 | 7  | 014:450 | 0,31  | 09:15  |
| 6.  | FC Preußen Hettstedt (N) | 12  | 3  | 0 | 9  | 014:610 | 0,23  | 06:18  |
| 7.  | FV Eintracht Güsten      | 12  | 1  | 0 | 11 | 003:250 | 0,12  | 02:22  |
| 8.  | VfB Anhalt 07 Frose a    | 0   | 0  | 0 | 0  | 000:000 | 1,00  | 0:0    |

| (M) | Titelverteidiger Elbe/Bode |
| (N) | Aufsteiger                 |

Entscheidungsspiel Platz 2
|                          | Ergebnis |                    |
| ------------------------ | -------- | ------------------ |
| SV Teutonia Aschersleben | 1:3      | SV Viktoria Güsten |

## Gau Elbe/Elster
Die Gauliga Elbe/Elster war erneut in die beiden Staffeln Elbe und Elster unterteilt. Beide Staffelmeister spielten in zwei Finalspielen den Gaumeister und Teilnehmer an der Mitteldeutschen Endrunde aus.

### Staffel Elbe
| Pl. | Verein                     | Sp. | S | U | N | Tore    | Quote | Punkte |
| --- | -------------------------- | --- | - | - | - | ------- | ----- | ------ |
| 1.  | SC Sportfreunde Torgau (N) | 8   | 6 | 1 | 1 | 033:100 | 3,30  | 13:30  |
| 2.  | SV Vorwärts Falkenberg     | 8   | 6 | 1 | 1 | 030:160 | 1,88  | 13:30  |
| 3.  | VfB Herzberg               | 8   | 4 | 0 | 4 | 009:100 | 0,90  | 08:80  |
| 4.  | BC Dommitzsch              | 8   | 3 | 0 | 5 | 008:190 | 0,42  | 06:10  |
| 5.  | FC Annaburg                | 8   | 0 | 0 | 8 | 007:320 | 0,22  | 0:16   |

| (N) | Aufsteiger |

Entscheidungsspiel Platz 1
|                     | Ergebnis |                        |
| ------------------- | -------- | ---------------------- |
| Sportfreunde Torgau | 2:1      | SV Vorwärts Falkenberg |

### Staffel Elster
| Pl. | Verein                 | Sp. | S | U | N | Tore    | Quote | Punkte |
| --- | ---------------------- | --- | - | - | - | ------- | ----- | ------ |
| 1.  | VfB Hohenleipisch 1912 | 8   | 6 | 0 | 2 | 045:150 | 3,00  | 12:40  |
| 2.  | Eintracht Bockwitz     | 8   | 5 | 1 | 2 | 017:200 | 0,85  | 11:50  |
| 3.  | FC Preußen Biehla (M)  | 8   | 5 | 0 | 3 | 017:190 | 0,89  | 10:60  |
| 4.  | FC Fortuna Mückenberg  | 8   | 2 | 0 | 6 | 020:230 | 0,87  | 04:12  |
| 5.  | SV 1908 Bockwitz       | 8   | 1 | 1 | 6 | 009:310 | 0,29  | 03:13  |

| (M) | Titelverteidiger Elbe/Elster |

### Finale Gau Elbe/Elster
|                                               | Gesamt |                                             | Hinspiel | Rückspiel |
| --------------------------------------------- | ------ | ------------------------------------------- | -------- | --------- |
| VfB Hohenleipisch 1912 (Staffelsieger Elster) | 5:2    | SC Sportfreunde Torgau (Staffelsieger Elbe) | 2:2      | 3:0       |

### Qualifikation zweiter Teilnehmer Elbe/Elster
|                        | Ergebnis  |                    |
| ---------------------- | --------- | ------------------ |
| SC Sportfreunde Torgau | 4:3 n. V. | Eintracht Bockwitz |

### Relegationsspiel Elbe/Elster
|                                             | Ergebnis |                                                    |
| ------------------------------------------- | -------- | -------------------------------------------------- |
| FC Annaburg (Letztplatzierter Staffel Elbe) | 1:2      | SV 1908 Bockwitz (Letztplatzierter Staffel Elster) |

## Gau Erzgebirge
| Pl. | Verein                 | Sp. | S  | U | N | Tore    | Quote | Punkte |
| --- | ---------------------- | --- | -- | - | - | ------- | ----- | ------ |
| 1.  | FC Viktoria Lauter (M) | 12  | 10 | 0 | 2 | 050:200 | 2,50  | 20:40  |
| 2.  | FC Tanne Thalheim      | 12  | 9  | 1 | 2 | 041:210 | 1,95  | 19:50  |
| 3.  | SV Sturm Beierfeld     | 12  | 6  | 1 | 5 | 038:300 | 1,27  | 13:11  |
| 4.  | SV Alemannia Aue       | 12  | 4  | 1 | 7 | 025:340 | 0,74  | 09:15  |
| 5.  | BC Olympia Grünhain    | 12  | 4  | 1 | 7 | 024:340 | 0,71  | 09:15  |
| 6.  | VfB 1914 Zwönitz       | 12  | 4  | 0 | 8 | 027:340 | 0,79  | 08:16  |
| 7.  | FC Saxonia Bernsbach   | 12  | 3  | 0 | 9 | 014:460 | 0,30  | 06:18  |

| (M) | Titelverteidiger Erzgebirge |

## Gau Göltzschtal
| Pl. | Verein                 | Sp. | S | U | N | Tore    | Quote | Punkte |
| --- | ---------------------- | --- | - | - | - | ------- | ----- | ------ |
| 1.  | 1. FC 1907 Reichenbach | 10  | 7 | 2 | 1 | 041:150 | 2,73  | 16:40  |
| 2.  | SpVgg Falkenstein (M)  | 10  | 7 | 0 | 3 | 051:140 | 3,64  | 14:60  |
| 3.  | VfB Auerbach           | 10  | 5 | 3 | 2 | 030:270 | 1,11  | 13:70  |
| 4.  | SV Teutonia Netzschkau | 10  | 3 | 4 | 3 | 030:260 | 1,15  | 10:10  |
| 5.  | SV Sportlust Mylau     | 10  | 1 | 2 | 7 | 026:470 | 0,55  | 04:16  |
| 6.  | SV 1911 Treuen         | 10  | 1 | 1 | 8 | 007:560 | 0,13  | 03:17  |

| (M) | Titelverteidiger Göltzschtal |

## Gau Harz
| Pl. | Verein                      | Sp. | S  | U | N  | Tore    | Quote | Punkte |
| --- | --------------------------- | --- | -- | - | -- | ------- | ----- | ------ |
| 1.  | FC Germania Halberstadt (M) | 14  | 11 | 1 | 2  | 072:220 | 3,27  | 23:50  |
| 2.  | SpVgg 04 Thale              | 14  | 9  | 2 | 3  | 041:290 | 1,41  | 20:80  |
| 3.  | SK Preußen Halberstadt 09   | 14  | 7  | 5 | 2  | 048:230 | 2,09  | 19:90  |
| 4.  | Quedlinburger SV 1904       | 13  | 7  | 2 | 4  | 052:260 | 2,00  | 16:10  |
| 5.  | FC Germania Wernigerode     | 14  | 6  | 3 | 5  | 027:340 | 0,79  | 15:13  |
| 6.  | FC Viktoria Wernigerode     | 13  | 2  | 2 | 9  | 022:420 | 0,52  | 06:20  |
| 7.  | SC 1910 Halberstadt (N)     | 14  | 3  | 0 | 11 | 018:530 | 0,34  | 06:22  |
| 8.  | VfB 1921 Blankenburg        | 14  | 2  | 1 | 11 | 009:600 | 0,15  | 05:23  |

| (M) | Titelverteidiger Harz |
| (N) | Aufsteiger            |

## Gau Jeetze
| Pl. | Verein                 | Sp. | S | U | N | Tore    | Quote | Punkte |
| --- | ---------------------- | --- | - | - | - | ------- | ----- | ------ |
| 1.  | VfB 07 Klötze          | 8   | 6 | 1 | 1 | 035:160 | 2,19  | 13:30  |
| 2.  | FC 09 Salzwedel (M)    | 7   | 5 | 0 | 2 | 017:140 | 1,21  | 10:40  |
| 3.  | SuS 1924 Salzwedel b   | 8   | 4 | 1 | 3 | 017:100 | 1,70  | 09:70  |
| 4.  | SV Wustrow             | 8   | 3 | 0 | 5 | 022:300 | 0,73  | 06:10  |
| 5.  | SV Eintracht Salzwedel | 7   | 0 | 0 | 7 | 006:270 | 0,22  | 0:14   |

| (M) | Titelverteidiger Jeetze |

## Gau Kyffhäuser
Aus unbekannten Gründen nahm der FV Wacker 05 Nordhausen an der Meisterschafts-Endrunde und der BSC 07 Sangerhausen an der Runde der Zweiten teil.
| Pl. | Verein                           | Sp. | S  | U | N  | Tore    | Quote | Punkte |
| --- | -------------------------------- | --- | -- | - | -- | ------- | ----- | ------ |
| 1.  | BSC 07 Sangerhausen              | 18  | 14 | 2 | 2  | 067:160 | 4,19  | 30:60  |
| 2.  | FV Wacker 05 Nordhausen (M)      | 18  | 14 | 1 | 3  | 056:230 | 2,43  | 29:70  |
| 3.  | SpVgg 1919 Eisleben              | 18  | 12 | 1 | 5  | 039:220 | 1,77  | 25:11  |
| 4.  | SpVgg Preußen Nordhausen         | 18  | 8  | 2 | 8  | 040:350 | 1,14  | 18:18  |
| 5.  | SC Schwarzburg-Sondershausen (N) | 18  | 8  | 2 | 8  | 031:340 | 0,91  | 18:18  |
| 6.  | VfB Eisleben                     | 18  | 8  | 1 | 9  | 040:360 | 1,11  | 17:19  |
| 7.  | FC 1911 Heiligenstadt            | 18  | 4  | 8 | 6  | 028:340 | 0,82  | 16:20  |
| 8.  | SC Olympia Nordhausen            | 18  | 5  | 2 | 11 | 021:410 | 0,51  | 12:24  |
| 9.  | VfB Sangerhausen                 | 18  | 5  | 1 | 12 | 032:560 | 0,57  | 11:25  |
| 10. | VfR Dingelstädt                  | 18  | 1  | 2 | 15 | 015:720 | 0,21  | 04:32  |

| (M) | Titelverteidiger Kyffhäuser |
| (N) | Aufsteiger                  |

## Gau Mittelelbe
| Pl. | Verein                       | Sp. | S  | U | N  | Tore    | Quote | Punkte |
| --- | ---------------------------- | --- | -- | - | -- | ------- | ----- | ------ |
| 1.  | FV Fortuna Magdeburg         | 18  | 14 | 1 | 3  | 085:330 | 2,58  | 29:70  |
| 2.  | FUCC Cricket-Viktoria (M)    | 18  | 11 | 5 | 2  | 045:240 | 1,88  | 27:90  |
| 3.  | FC Preußen 02 Burg           | 18  | 12 | 3 | 3  | 056:290 | 1,93  | 27:90  |
| 4.  | SSV 1919 Magdeburg           | 18  | 10 | 2 | 6  | 053:360 | 1,47  | 22:14  |
| 5.  | MFC Viktoria 1896            | 18  | 9  | 3 | 6  | 064:410 | 1,56  | 21:15  |
| 6.  | MSC Preußen 99               | 18  | 8  | 3 | 7  | 050:460 | 1,09  | 19:17  |
| 7.  | Magdeburger SC 1900          | 18  | 6  | 2 | 10 | 052:610 | 0,85  | 14:22  |
| 8.  | VfL Neuhaldensleben (N)      | 18  | 5  | 1 | 12 | 037:620 | 0,60  | 11:25  |
| 9.  | VfL 1912 Genthin             | 18  | 2  | 4 | 12 | 028:790 | 0,35  | 08:28  |
| 10. | MFC Komet 1908 Magdeburg (N) | 18  | 0  | 2 | 16 | 030:890 | 0,34  | 02:34  |

| (M) | Titelverteidiger Mittelelbe |
| (N) | Aufsteiger                  |

Entscheidungsspiel Platz 2
|                    | Ergebnis |                                 |
| ------------------ | -------- | ------------------------------- |
| FC Preußen 02 Burg | 0:1      | FuCC Cricket-Victoria Magdeburg |

## Gau Mittelsachsen
| Pl. | Verein                         | Sp. | S  | U | N  | Tore    | Quote | Punkte |
| --- | ------------------------------ | --- | -- | - | -- | ------- | ----- | ------ |
| 1.  | Chemnitzer BC (M)              | 18  | 16 | 0 | 2  | 085:350 | 2,43  | 32:40  |
| 2.  | FC Preussen Chemnitz           | 18  | 11 | 2 | 5  | 057:450 | 1,27  | 24:12  |
| 3.  | SC Hellas/Germania Mittweida c | 18  | 8  | 5 | 5  | 039:280 | 1,39  | 21:15  |
| 4.  | SC Harthau                     | 18  | 7  | 5 | 6  | 043:420 | 1,02  | 19:17  |
| 5.  | VfB Chemnitz                   | 18  | 9  | 1 | 8  | 054:440 | 1,23  | 19:17  |
| 6.  | SV Sturm Chemnitz              | 18  | 8  | 2 | 8  | 066:450 | 1,47  | 18:18  |
| 7.  | PSV Chemnitz (N)               | 18  | 7  | 3 | 8  | 051:600 | 0,85  | 17:19  |
| 8.  | SC National Chemnitz           | 18  | 5  | 3 | 10 | 046:720 | 0,64  | 13:23  |
| 9.  | SV Teutonia 1901 Chemnitz      | 18  | 3  | 6 | 9  | 053:690 | 0,77  | 12:24  |
| 10. | Viktoria 03 Einsiedel          | 18  | 2  | 1 | 15 | 026:800 | 0,33  | 05:31  |

| (M) | Titelverteidiger Mittelsachsen |
| (N) | Aufsteiger                     |

## Gau Mulde
| Pl. | Verein                       | Sp. | S  | U | N  | Tore    | Quote | Punkte |
| --- | ---------------------------- | --- | -- | - | -- | ------- | ----- | ------ |
| 1.  | VfB Preußen Greppin 1911 (M) | 18  | 15 | 2 | 1  | 088:160 | 5,50  | 32:40  |
| 2.  | VfL 1911 Bitterfeld          | 18  | 15 | 2 | 1  | 063:260 | 2,42  | 32:40  |
| 3.  | VfL Wolfen                   | 18  | 10 | 3 | 5  | 052:350 | 1,49  | 23:13  |
| 4.  | TV Friesen Bitterfeld        | 18  | 10 | 1 | 7  | 053:390 | 1,36  | 21:15  |
| 5.  | SpVgg 1907 Wittenberg        | 18  | 9  | 1 | 8  | 054:620 | 0,87  | 19:17  |
| 6.  | BC Union Sandersdorf         | 18  | 8  | 2 | 8  | 039:470 | 0,83  | 18:18  |
| 7.  | Holzweißiger SV              | 18  | 5  | 3 | 10 | 036:570 | 0,63  | 13:23  |
| 8.  | VfB Zscherndorf              | 18  | 5  | 0 | 13 | 027:500 | 0,54  | 10:26  |
| 9.  | FC Viktoria Wittenberg       | 18  | 4  | 1 | 13 | 032:650 | 0,49  | 09:27  |
| 10. | SV Roitzsch (N)              | 18  | 1  | 1 | 16 | 027:740 | 0,36  | 03:33  |

| (M) | Titelverteidiger Mulde |
| (N) | Aufsteiger             |

Entscheidungsspiel Platz 1
|                     | Ergebnis |                     |
| ------------------- | -------- | ------------------- |
| VfB Preußen Greppin | d 3:0 d  | VfL 1911 Bitterfeld |

## Gau Nordsachsen
In dieser Spielzeit waren die Staffeln Riesa und Döbeln zusammengelegt und die Gauliga Nordsachsen wurde in einer Liga ausgespielt.
| Pl. | Verein               | Sp. | S  | U | N  | Tore    | Quote | Punkte |
| --- | -------------------- | --- | -- | - | -- | ------- | ----- | ------ |
| 1.  | Riesaer SV (M)       | 18  | 18 | 0 | 0  | 120:200 | 6,00  | 36:0   |
| 2.  | FC 1901 Roßwein      | 18  | 12 | 2 | 4  | 071:350 | 2,03  | 26:10  |
| 3.  | Döbelner SC          | 18  | 11 | 2 | 5  | 049:420 | 1,17  | 24:12  |
| 4.  | SV 1913 Nünchritz    | 17  | 9  | 1 | 7  | 044:460 | 0,96  | 19:15  |
| 5.  | VfB Riesa e          | 18  | 8  | 2 | 8  | 044:290 | 1,52  | 18:18  |
| 6.  | BC Hartha            | 17  | 6  | 2 | 9  | 039:530 | 0,74  | 14:20  |
| 7.  | FC 1911 Geringswalde | 18  | 7  | 0 | 11 | 042:550 | 0,76  | 14:22  |
| 8.  | SV 1913 Oschatz      | 18  | 5  | 2 | 11 | 036:620 | 0,58  | 12:24  |
| 9.  | SV 1911 Gröditz      | 18  | 3  | 2 | 13 | 039:850 | 0,46  | 08:28  |
| 10. | VfB 1910 Rochlitz    | 18  | 3  | 1 | 14 | 030:870 | 0,34  | 07:29  |

| (M) | Titelverteidiger Nordsachsen |

## Gau Nordthüringen
| Pl. | Verein                   | Sp. | S  | U | N  | Tore    | Quote | Punkte |
| --- | ------------------------ | --- | -- | - | -- | ------- | ----- | ------ |
| 1.  | SpVgg 02 Erfurt (M)      | 18  | 16 | 1 | 1  | 060:150 | 4,00  | 33:30  |
| 2.  | SC Erfurt 1895           | 18  | 14 | 2 | 2  | 074:150 | 4,93  | 30:60  |
| 3.  | VfB 04 Erfurt            | 18  | 9  | 1 | 8  | 070:450 | 1,56  | 19:17  |
| 4.  | FV Germania Ilmenau      | 18  | 9  | 1 | 8  | 033:330 | 1,00  | 19:17  |
| 5.  | SC Stadtilm              | 18  | 7  | 1 | 10 | 031:510 | 0,61  | 15:21  |
| 6.  | SV 09 Arnstadt (N)       | 18  | 6  | 3 | 9  | 029:570 | 0,51  | 15:21  |
| 7.  | FC Borussia Erfurt f     | 18  | 5  | 4 | 9  | 034:400 | 0,85  | 14:22  |
| 8.  | SuS 07 Arnstadt g        | 18  | 5  | 3 | 10 | 032:530 | 0,60  | 13:23  |
| 9.  | SV 1905 Erfurt f         | 18  | 4  | 3 | 11 | 026:410 | 0,63  | 11:25  |
| 10. | Sportring BV 1897 Erfurt | 18  | 5  | 1 | 12 | 020:590 | 0,34  | 11:25  |

| (M) | Titelverteidiger Nordthüringen |
| (N) | Aufsteiger                     |

## Gau Nordwestsachsen
| Pl. | Verein                          | Sp. | S  | U | N  | Tore    | Quote | Punkte |
| --- | ------------------------------- | --- | -- | - | -- | ------- | ----- | ------ |
| 1.  | SV Fortuna Leipzig 02           | 18  | 11 | 3 | 4  | 071:270 | 2,63  | 25:11  |
| 2.  | BV Olympia-Germania Leipzig (N) | 18  | 10 | 2 | 6  | 042:320 | 1,31  | 22:14  |
| 3.  | VfB Leipzig (MM, M)             | 18  | 10 | 2 | 6  | 044:370 | 1,19  | 22:14  |
| 4.  | FC Sportfreunde Leipzig         | 18  | 10 | 1 | 7  | 047:340 | 1,38  | 21:15  |
| 5.  | SpVgg 1899 Leipzig-Lindenau     | 18  | 6  | 5 | 7  | 032:380 | 0,84  | 17:19  |
| 6.  | FC Eintracht Leipzig            | 18  | 6  | 5 | 7  | 032:430 | 0,74  | 17:19  |
| 7.  | FC Viktoria Leipzig             | 18  | 7  | 2 | 9  | 029:370 | 0,78  | 16:20  |
| 8.  | VfTuB 1905 Leipzig              | 18  | 5  | 6 | 7  | 042:560 | 0,75  | 16:20  |
| 9.  | SC Wacker Leipzig               | 18  | 5  | 4 | 9  | 030:400 | 0,75  | 14:22  |
| 10. | ATV Sportfreunde Markranstädt   | 18  | 3  | 4 | 11 | 023:480 | 0,48  | 10:26  |

| (MM) | Mitteldeutscher Titelverteidiger |
| (M)  | Titelverteidiger Nordwestsachsen |
| (N)  | Aufsteiger                       |

Entscheidungsspiel Platz 2
|                             | Ergebnis |             |
| --------------------------- | -------- | ----------- |
| BV Olympia-Germania Leipzig | 2:1      | VfB Leipzig |

## Gau Obererzgebirge
Die Gauliga Obererzgebirge wurde in dieser Spielzeit in zwei Staffeln ausgetragen. Beide Staffelsieger trafen in einem Entscheidungsspiel aufeinander, um den Teilnehmer an der Mitteldeutschen Endrunde zu ermitteln. Der unterlegene Finalist nahm an der Runde der Zweiten teil.

### Staffel A
| Pl. | Verein               | Sp. | S | U | N | Tore    | Quote | Punkte |
| --- | -------------------- | --- | - | - | - | ------- | ----- | ------ |
| 1.  | VfB 1912 Geyer (M)   | 6   | 5 | 1 | 0 | 020:800 | 2,50  | 11:10  |
| 2.  | BV 1908 Thum         | 6   | 4 | 0 | 2 | 019:130 | 1,46  | 08:40  |
| 3.  | BC 1913 Jahnsbach    | 6   | 1 | 1 | 4 | 012:210 | 0,57  | 03:90  |
| 4.  | BC Ehrenfriedersdorf | 6   | 1 | 0 | 5 | 010:190 | 0,53  | 02:10  |

| (M) | Titelverteidiger Obererzgebirge |

### Staffel B
| Pl. | Verein             | Sp. | S | U | N | Tore    | Quote | Punkte |
| --- | ------------------ | --- | - | - | - | ------- | ----- | ------ |
| 1.  | VfB Annaberg       | 8   | 8 | 0 | 0 | 024:500 | 4,80  | 16:0   |
| 2.  | DSC Weipert        | 8   | 4 | 1 | 3 | 023:100 | 2,30  | 09:70  |
| 3.  | SV 1911 Bärenstein | 8   | 4 | 0 | 4 | 026:190 | 1,37  | 08:80  |
| 4.  | BC Schlettau h     | 8   | 3 | 1 | 4 | 009:250 | 0,36  | 07:90  |
| 5.  | VfR Buchholz       | 8   | 0 | 0 | 8 | 003:260 | 0,12  | 0:16   |

### Finale Gau Obererzgebirge
|                                   | Ergebnis |                                    |
| --------------------------------- | -------- | ---------------------------------- |
| VfB 1912 Geyer (Sieger Staffel A) | 4:3      | VfB Annaberg 09 (Sieger Staffel B) |

## Gau Oberlausitz
| Pl. | Verein                   | Sp. | S | U | N  | Tore    | Quote | Punkte |
| --- | ------------------------ | --- | - | - | -- | ------- | ----- | ------ |
| 1.  | VfB Kamenz (N)           | 14  | 9 | 3 | 2  | 048:260 | 1,85  | 21:70  |
| 2.  | SV Budissa Bautzen       | 14  | 7 | 4 | 3  | 034:220 | 1,55  | 18:10  |
| 3.  | SC 1911 Großröhrsdorf    | 14  | 8 | 1 | 5  | 046:340 | 1,35  | 17:11  |
| 4.  | BV Sportlust Neugersdorf | 14  | 7 | 2 | 5  | 046:340 | 1,35  | 16:12  |
| 5.  | Sportlust Zittau         | 14  | 5 | 3 | 6  | 030:330 | 0,91  | 13:15  |
| 6.  | Zittauer BC (M)          | 14  | 6 | 0 | 8  | 042:440 | 0,95  | 12:16  |
| 7.  | Bischofswerdaer SV 08    | 14  | 4 | 1 | 9  | 036:410 | 0,88  | 09:19  |
| 8.  | SpVgg 1908 Bautzen (N)   | 14  | 2 | 2 | 10 | 022:700 | 0,31  | 06:22  |

| (M) | Titelverteidiger Oberlausitz |
| (N) | Aufsteiger                   |

## Gau Osterland
| Pl. | Verein                 | Sp. | S | U | N | Tore    | Quote | Punkte |
| --- | ---------------------- | --- | - | - | - | ------- | ----- | ------ |
| 1.  | FC Wacker Gera         | 10  | 7 | 3 | 0 | 047:150 | 3,13  | 17:30  |
| 2.  | VfB 09 Pößneck         | 10  | 6 | 1 | 3 | 029:220 | 1,32  | 13:70  |
| 3.  | SpVgg 1904 Gera (M)    | 10  | 6 | 1 | 3 | 041:140 | 2,93  | 13:70  |
| 4.  | 1. FC Greiz (N)        | 10  | 4 | 0 | 6 | 016:280 | 0,57  | 08:12  |
| 5.  | FC Konkordia Gera-Reuß | 10  | 2 | 1 | 7 | 021:500 | 0,42  | 05:15  |
| 6.  | SpVgg Neustadt/Orla    | 10  | 1 | 2 | 7 | 014:390 | 0,36  | 04:16  |

| (M) | Titelverteidiger Osterland |
| (N) | Aufsteiger                 |

Entscheidungsspiel Platz 2
|                 | Ergebnis |                |
| --------------- | -------- | -------------- |
| SpVgg 1904 Gera | 2:3      | VfB 09 Pößneck |

Relegationsspiel Osterland
|                                           | Gesamt |                                            | Hinspiel | Rückspiel |
| ----------------------------------------- | ------ | ------------------------------------------ | -------- | --------- |
| FC Thüringen Weida (Sieger zweite Klasse) | 8:3    | SpVgg Neustadt/Orla (Letzter erste Klasse) | 4:1      | 4:2       |

## Gau Ostsachsen
| Pl. | Verein                    | Sp. | S  | U | N  | Tore    | Quote | Punkte |
| --- | ------------------------- | --- | -- | - | -- | ------- | ----- | ------ |
| 1.  | Dresdner SC               | 18  | 17 | 0 | 1  | 121:260 | 4,65  | 34:20  |
| 2.  | Dresdner SpVgg 05         | 18  | 11 | 1 | 6  | 051:410 | 1,24  | 23:13  |
| 3.  | SV Brandenburg 01 Dresden | 18  | 11 | 0 | 7  | 052:380 | 1,37  | 22:14  |
| 4.  | Dresdner FC Fußballring   | 18  | 10 | 2 | 6  | 055:430 | 1,28  | 22:14  |
| 5.  | Guts Muts Dresden (M)     | 18  | 10 | 0 | 8  | 058:300 | 1,93  | 20:16  |
| 6.  | Dresdensia Dresden        | 18  | 7  | 2 | 9  | 039:530 | 0,74  | 16:20  |
| 7.  | Dresdner SG 1893          | 18  | 7  | 2 | 9  | 037:580 | 0,64  | 16:20  |
| 8.  | Dresdner SV 1906          | 18  | 6  | 2 | 10 | 028:520 | 0,54  | 14:22  |
| 9.  | Radebeuler BC 08          | 18  | 3  | 2 | 13 | 031:810 | 0,38  | 08:28  |
| 10. | SC 1904 Freital (N)       | 18  | 2  | 1 | 15 | 032:820 | 0,39  | 05:31  |

| (M) | Titelverteidiger Ostsachsen |
| (N) | Aufsteiger                  |

## Gau Ostthüringen
| Pl. | Verein                 | Sp. | S  | U | N  | Tore    | Quote | Punkte |
| --- | ---------------------- | --- | -- | - | -- | ------- | ----- | ------ |
| 1.  | 1. SV 03 Jena (M)      | 16  | 12 | 3 | 1  | 044:170 | 2,59  | 27:50  |
| 2.  | VfB Apolda             | 16  | 10 | 2 | 4  | 059:350 | 1,69  | 22:10  |
| 3.  | SC Apolda 1910         | 16  | 8  | 2 | 6  | 044:430 | 1,02  | 18:14  |
| 4.  | SC 1903 Weimar         | 16  | 7  | 2 | 7  | 035:320 | 1,09  | 16:16  |
| 5.  | VfB Rudolstadt         | 16  | 6  | 3 | 7  | 036:450 | 0,80  | 15:17  |
| 6.  | SpVgg Jena             | 16  | 6  | 2 | 8  | 033:440 | 0,75  | 14:18  |
| 7.  | SV 1910 Kahla (N)      | 16  | 6  | 1 | 9  | 036:400 | 0,90  | 13:19  |
| 8.  | BC 1903 Vimaria Weimar | 16  | 5  | 1 | 10 | 027:410 | 0,66  | 11:21  |
| 9.  | VfL 06 Saalfeld        | 16  | 4  | 0 | 12 | 026:430 | 0,60  | 08:24  |

| (M) | Titelverteidiger Ostthüringen |
| (N) | Aufsteiger                    |

## Gau Saale
| Pl. | Verein                     | Sp. | S  | U | N  | Tore    | Quote | Punkte |
| --- | -------------------------- | --- | -- | - | -- | ------- | ----- | ------ |
| 1.  | FV Sportfreunde Halle      | 16  | 14 | 1 | 1  | 098:210 | 4,67  | 29:30  |
| 2.  | SV Halle 98                | 16  | 11 | 2 | 3  | 060:180 | 3,33  | 24:80  |
| 3.  | Hallescher FC Wacker (M)   | 16  | 11 | 1 | 4  | 062:340 | 1,82  | 23:90  |
| 4.  | VfL 1912 Merseburg         | 16  | 9  | 1 | 6  | 050:330 | 1,52  | 19:13  |
| 5.  | VfL Halle 1896             | 16  | 6  | 2 | 8  | 037:450 | 0,82  | 14:18  |
| 6.  | SV Merseburg 99            | 16  | 4  | 5 | 7  | 032:390 | 0,82  | 13:19  |
| 7.  | SV Borussia 02 Halle       | 16  | 4  | 3 | 9  | 027:440 | 0,61  | 11:21  |
| 8.  | SC Favorit Halle           | 16  | 3  | 3 | 10 | 025:550 | 0,45  | 09:23  |
| 9.  | FC Preußen/Komet Halle (N) | 16  | 1  | 0 | 15 | 016:118 | 0,14  | 02:30  |

| (M) | Titelverteidiger Saale |
| (N) | Aufsteiger             |

## Gau Saale/Elster
| Pl. | Verein                      | Sp. | S  | U | N  | Tore    | Quote | Punkte |
| --- | --------------------------- | --- | -- | - | -- | ------- | ----- | ------ |
| 1.  | TuRV 1861 Weißenfels        | 16  | 12 | 2 | 2  | 042:140 | 3,00  | 26:60  |
| 2.  | FV Schwarz-Gelb Weißenfels  | 16  | 12 | 1 | 3  | 072:320 | 2,25  | 25:70  |
| 3.  | SV Teuchern 1910            | 16  | 8  | 2 | 6  | 054:400 | 1,35  | 18:14  |
| 4.  | SC 1903 Weißenfels          | 16  | 7  | 4 | 5  | 036:380 | 0,95  | 18:14  |
| 5.  | SpVgg Zeitz 1910            | 16  | 4  | 6 | 6  | 041:440 | 0,93  | 14:18  |
| 6.  | Zeitzer BC 03               | 16  | 5  | 3 | 8  | 036:430 | 0,84  | 13:19  |
| 7.  | Naumburger SV 05 (M)        | 16  | 5  | 2 | 9  | 037:350 | 1,06  | 12:20  |
| 8.  | Naumburger BC 1920          | 16  | 5  | 0 | 11 | 041:650 | 0,63  | 10:22  |
| 9.  | SV Blau-Gelb Weißenfels (N) | 16  | 2  | 4 | 10 | 026:740 | 0,35  | 08:24  |

| (M) | Titelverteidiger Saale/Elster |
| (N) | Aufsteiger                    |

## Gau Südthüringen
Da der SC Oberlind an der Meisterschafts-Endrunde, und der 1. SC 04 Sonneberg an der Runde der Zweiten teilnahm, scheint die unten stehende Tabelle nicht vollständig überliefert zu sein weil die fehlenden Spiele tatsächlich noch ausgetragen worden sind.
| Pl. | Verein                     | Sp. | S  | U | N  | Tore    | Quote | Punkte |
| --- | -------------------------- | --- | -- | - | -- | ------- | ----- | ------ |
| 1.  | 1. SC 04 Sonneberg         | 17  | 11 | 3 | 3  | 057:180 | 3,17  | 25:90  |
| 2.  | SC 06 Oberlind             | 15  | 10 | 3 | 2  | 034:190 | 1,79  | 23:70  |
| 3.  | 1. FC 07 Lauscha (M)       | 16  | 9  | 1 | 6  | 034:260 | 1,31  | 19:13  |
| 4.  | SV 1907 Neustadt           | 16  | 7  | 3 | 6  | 048:300 | 1,60  | 17:15  |
| 5.  | VfB 1907 Coburg            | 15  | 7  | 2 | 6  | 034:340 | 1,00  | 16:14  |
| 6.  | SC 1903 Eisfeld            | 16  | 6  | 4 | 6  | 028:290 | 0,97  | 16:16  |
| 7.  | SV 08 Steinach             | 16  | 5  | 2 | 9  | 029:490 | 0,59  | 12:20  |
| 8.  | Sportring Sonneberg 1910   | 15  | 4  | 3 | 8  | 020:390 | 0,51  | 11:19  |
| 9.  | FC Viktoria 09 Coburg      | 13  | 3  | 3 | 7  | 019:290 | 0,66  | 09:17  |
| 10. | 1. FC 1910 Köppelsdorf (N) | 15  | 3  | 0 | 12 | 032:620 | 0,52  | 06:24  |

| (M) | Titelverteidiger Südthüringen |
| (N) | Aufsteiger                    |

## Gau Vogtland
| Pl. | Verein                      | Sp. | S | U | N | Tore    | Quote | Punkte |
| --- | --------------------------- | --- | - | - | - | ------- | ----- | ------ |
| 1.  | SV Konkordia Plauen         | 12  | 9 | 1 | 2 | 049:220 | 2,23  | 19:50  |
| 2.  | 1. Vogtländischer FC Plauen | 12  | 9 | 1 | 2 | 048:280 | 1,71  | 19:50  |
| 3.  | Plauener SuBC (M)           | 12  | 9 | 0 | 3 | 030:180 | 1,67  | 18:60  |
| 4.  | VfB Plauen                  | 12  | 5 | 1 | 6 | 029:270 | 1,07  | 11:13  |
| 5.  | SC Markneukirchen (N)       | 12  | 3 | 1 | 8 | 014:340 | 0,41  | 07:17  |
| 6.  | VfR 1919 Plauen             | 12  | 2 | 1 | 9 | 026:490 | 0,53  | 05:19  |
| 7.  | SpVgg 1909 Plauen           | 12  | 2 | 1 | 9 | 012:300 | 0,40  | 05:19  |

| (M) | Titelverteidiger Vogtland |
| (N) | Aufsteiger                |

Entscheidungsspiel Platz 1
|                  | Ergebnis |                             |
| ---------------- | -------- | --------------------------- |
| Konkrodia Plauen | 3:1      | 1. Vogtländischer FC Plauen |

## Gau Wartburg
| Pl. | Verein                  | Sp. | S  | U | N  | Tore    | Quote | Punkte |
| --- | ----------------------- | --- | -- | - | -- | ------- | ----- | ------ |
| 1.  | SV Preußen Langensalza  | 14  | 11 | 1 | 2  | 065:250 | 2,60  | 23:50  |
| 2.  | SV 01 Gotha (M)         | 14  | 10 | 1 | 3  | 078:190 | 4,11  | 21:70  |
| 3.  | VfB 1909 Mühlhausen     | 14  | 8  | 2 | 4  | 029:290 | 1,00  | 18:10  |
| 4.  | FC Meteor Waltershausen | 14  | 6  | 4 | 4  | 040:400 | 1,00  | 16:12  |
| 5.  | FC Wacker 03 Gotha      | 14  | 7  | 0 | 7  | 030:320 | 0,94  | 14:14  |
| 6.  | SV 1899 Mühlhausen      | 14  | 5  | 2 | 7  | 036:430 | 0,84  | 12:16  |
| 7.  | SpVgg 1909 Eisenach (N) | 14  | 2  | 2 | 10 | 026:520 | 0,50  | 06:22  |
| 8.  | BSC 1908 Ruhla          | 14  | 0  | 2 | 12 | 011:750 | 0,15  | 02:26  |

| (M) | Titelverteidiger Wartburg |
| (N) | Aufsteiger                |

## Gau Westsachsen
| Pl. | Verein                   | Sp. | S  | U | N  | Tore    | Quote | Punkte |
| --- | ------------------------ | --- | -- | - | -- | ------- | ----- | ------ |
| 1.  | VfL 1905 Zwickau         | 16  | 11 | 3 | 2  | 071:240 | 2,96  | 25:70  |
| 2.  | VfB Glauchau             | 16  | 12 | 0 | 4  | 057:360 | 1,58  | 24:80  |
| 3.  | SpVgg 1907 Meerane (M)   | 16  | 10 | 1 | 5  | 076:330 | 2,30  | 21:11  |
| 4.  | Zwickauer SC             | 16  | 9  | 3 | 4  | 042:340 | 1,24  | 21:11  |
| 5.  | Planitzer SC             | 16  | 7  | 2 | 7  | 029:350 | 0,83  | 16:16  |
| 6.  | SpVgg 1906 Crimmitschau  | 16  | 6  | 1 | 9  | 037:440 | 0,84  | 13:19  |
| 7.  | TuB 1900 Werdau          | 16  | 5  | 3 | 8  | 040:530 | 0,75  | 13:19  |
| 8.  | FC 02 Zwickau            | 16  | 4  | 1 | 11 | 040:650 | 0,62  | 09:23  |
| 9.  | Fußballring 1919 Crossen | 16  | 1  | 0 | 15 | 017:850 | 0,20  | 02:30  |

| (M) | Titelverteidiger Westsachsen |

## Gau Westthüringen
| Pl. | Verein                       | Sp. | S  | U | N  | Tore    | Quote | Punkte |
| --- | ---------------------------- | --- | -- | - | -- | ------- | ----- | ------ |
| 1.  | SpVgg Zella-Mehlis 06 i      | 13  | 10 | 2 | 1  | 055:190 | 2,89  | 22:40  |
| 2.  | VfL Meiningen 04             | 12  | 8  | 2 | 2  | 052:220 | 2,36  | 18:60  |
| 3.  | SC 1912 Zella-Mehlis (M)     | 13  | 8  | 2 | 3  | 043:240 | 1,79  | 18:80  |
| 4.  | FC 1905 Zella-Mehlis         | 10  | 6  | 0 | 4  | 036:170 | 2,12  | 12:80  |
| 5.  | SpVgg Gelb-Rot Meiningen (N) | 12  | 5  | 2 | 5  | 031:370 | 0,84  | 12:12  |
| 6.  | VfB Germania Suhl j          | 11  | 3  | 3 | 5  | 021:390 | 0,54  | 09:13  |
| 7.  | SV Schmalkalden 04           | 14  | 3  | 1 | 10 | 028:400 | 0,70  | 07:21  |
| 8.  | SV Germania 1902 Zella       | 13  | 0  | 0 | 13 | 009:770 | 0,12  | 0:26   |

| (M) | Titelverteidiger Westthüringen |
| (N) | Aufsteiger                     |

## Runde der Zweiten
Um den zweiten Teilnehmer des VMBV an der Deutschen Fußballmeisterschaft 1925/26 zu bestimmen, wurde die Runde der Zweiten ausgetragen. 
Qualifiziert waren die Zweitplatzierten der einzelnen Gaue. Das Turnier fand im K.-o.-System-Modus statt. Der Sieger trat dann gegen den unterlegenen Finalisten der Mitteldeutschen Endrunde an, um den zweiten Platz zur Teilnahme an der Deutschen Meisterschaft zu ermitteln.

### 1. Runde
| Datum                                                                 |                                                              | Ergebnis  |                                                               |
| --------------------------------------------------------------------- | ------------------------------------------------------------ | --------- | ------------------------------------------------------------- |
| 7. März 1926                                                          | FC Tanne Thalheim (Vizemeister Gau Erzgebirge)               | 0:4       | VfB Glauchau (Vizemeister Gau Westsachsen)                    |
| 7. März 1926                                                          | FC Preussen Chemnitz (Vizemeister Gau Mittelsachsen)         | 14:00     | VfB Annaberg 09 (Vizemeister Gau Obererzgebirge)              |
| 7. März 1926                                                          | SV Budissa Bautzen (Vizemeister Gau Oberlausitz)             | 00:11     | Dresdner SpVgg 05 (Vizemeister Gau Ostsachsen)                |
| 7. März 1926                                                          | 1. Vogtländischer FC Plauen (Vizemeister Gau Plauen)         | 0:6       | SpVgg Falkenstein (Vizemeister Gau Göltzschtal)               |
| 7. März 1926                                                          | FC 1901 Roßwein (Vizemeister Gau Nordsachsen)                | 00:10     | BV Olympia-Germania Leipzig (Vizemeister Gau Nordwestsachsen) |
| 7. März 1926                                                          | Sportfreunde Torgau (Vizemeister Gau Elbe/Elster)            | 00:11     | VfB Preußen Greppin 1911 (Vizemeister Gau Mulde)              |
| 7. März 1926                                                          | FC 09 Salzwedel (Vizemeister Gau Jeetze)                     | 3:2       | FC Viktoria 09 Stendal (Vizemeister Gau Altmark)              |
| 7. März 1926                                                          | FuCC Cricket-Victoria Magdeburg (Vizemeister Gau Mittelelbe) | 5:2       | Dessauer SV 98 (Vizemeister Gau Anhalt)                       |
| 7. März 1926                                                          | FV Schwarz-Gelb Weißenfels (Vizemeister Gau Saale/Elster)    | 3:2       | SV Halle 98 (Vizemeister Gau Saale)                           |
| 7. März 1926                                                          | SV Viktoria Güsten (Vizemeister Gau Elbe/Bode)               | 2:3 n. V. | SpVgg 04 Thale (Vizemeister Gau Harz)                         |
| 7. März 1926                                                          | SC Erfurt 1895 (Vizemeister Gau Nordthüringen)               | 4:1       | SV 01 Gotha (Vizemeister Gau Wartburg)                        |
| 7. März 1926                                                          | 1. SC 04 Sonneberg (Vizemeister Gau Südthüringen)            | k 2:5 k   | VfL Meiningen 04 (Vizemeister Gau Westthüringen)              |
| 7. März 1926                                                          | VfB Apolda (Vizemeister Gau Ostthüringen)                    | 0:4       | VfB Pößneck (Vizemeister Gau Osterland)                       |
| BSC 07 Sangerhausen (Vizemeister Gau Kyffhäuser) erhielt ein Freilos. |                                                              |           |                                                               |

### 2. Runde
| Datum                                        |                                 | Ergebnis |                             |
| -------------------------------------------- | ------------------------------- | -------- | --------------------------- |
| 14. März 1926                                | VfL Meiningen 04                | 1:2      | 1. SC 04 Sonneberg          |
| 14. März 1926                                | FuCC Cricket-Victoria Magdeburg | 6:1      | FC 09 Salzwedel             |
| 14. März 1926                                | SpVgg 04 Thale                  | 1:5      | BSC 07 Sangerhausen         |
| 14. März 1926                                | VfB Pößneck                     | 0:4      | SC Erfurt 1895              |
| 14. März 1926                                | VfB Preußen Greppin 1911        | 2:6      | BV Olympia-Germania Leipzig |
| 14. März 1926                                | Dresdner SpVgg 05               | 4:5      | FC Preussen Chemnitz        |
| 14. März 1926                                | SpVgg Falkenstein               | 5:1      | VfB Glauchau                |
| Schwarz-Gelb Weißenfels erhielt ein Freilos. |                                 |          |                             |

### Viertelfinale
| Datum         |                                 | Ergebnis  |                            |
| ------------- | ------------------------------- | --------- | -------------------------- |
| 21. März 1926 | FuCC Cricket-Victoria Magdeburg | 6:1       | BSC 07 Sangerhausen        |
| 21. März 1926 | SC Erfurt 1895                  | 4:1       | 1. SC 04 Sonneberg         |
| 21. März 1926 | FC Preussen Chemnitz            | 3:2 n. V. | SpVgg Falkenstein          |
| 21. März 1926 | BV Olympia-Germania Leipzig     | 6:0       | FV Schwarz-Gelb Weißenfels |

### Halbfinale
| Datum          |                      | Ergebnis |                                 |
| -------------- | -------------------- | -------- | ------------------------------- |
| 11. April 1926 | SC Erfurt 1895       | 3:1      | FuCC Cricket-Victoria Magdeburg |
| 11. April 1926 | FC Preussen Chemnitz | 2:1      | BV Olympia-Germania Leipzig     |

### Finale
| Datum          |                | Ergebnis |                      |
| -------------- | -------------- | -------- | -------------------- |
| 25. April 1926 | SC Erfurt 1895 | 0:1      | FC Preussen Chemnitz |

## Meisterschafts-Endrunde
Die Meisterschafts-Endrunde fand im K.-o.-System statt. Qualifiziert waren die Meister der einzelnen Gaue.

### 1. Runde
| Datum                                                         |                                                  | Ergebnis  |                                                                                    |
| ------------------------------------------------------------- | ------------------------------------------------ | --------- | ---------------------------------------------------------------------------------- |
| 7. März 1926                                                  | Chemnitzer BC (Sieger Gau Mittelsachsen)         | 9:0       | VfB 1912 Geyer (Sieger Gau Obererzgebirge)                                         |
| 7. März 1926                                                  | Dresdner SC (Sieger Gau Ostsachsen)              | 7:0       | VfB Kamenz (Sieger Gau Oberlausitz)                                                |
| 7. März 1926                                                  | 1. FC 1907 Reichenbach (Sieger Gau Göltzschtal)  | 0:4       | SV Konkordia Plauen (Sieger Gau Vogtland)                                          |
| 7. März 1926                                                  | FC Germania Halberstadt (Sieger Gau Harz)        | 6:3       | SV 09 Staßfurt (Sieger Gau Elbe/Bode)                                              |
| 7. März 1926                                                  | SC Herta Wittenberge (Sieger Gau Altmark)        | 3:2       | VfB 07 Klötze (Sieger Gau Jeetze)                                                  |
| 7. März 1926                                                  | Riesaer SV (Sieger Gau Nordsachsen)              | 4:0       | VfB Hohenleipisch 1912 (Sieger Gau Elbe/Elster)                                    |
| 7. März 1926                                                  | FV Sportfreunde Halle (Sieger Gau Saale)         | 3:1 n. V. | TuRV 1861 Weißenfels (Sieger Gau Saale/Elster)                                     |
| 7. März 1926                                                  | SpVgg Zella-Mehlis 06 (Sieger Gau Westthüringen) | 2:4       | SpVgg 02 Erfurt (Sieger Gau Nordthüringen)                                         |
| 7. März 1926                                                  | VfL 1911 Bitterfeld (Sieger Gau Mulde)           | 0:4       | SV Fortuna Leipzig (Sieger Gau Nordwestsachsen)                                    |
| 7. März 1926                                                  | VfL 1905 Zwickau (Sieger Gau Westsachsen)        | 2:1 l     | FC Viktoria Lauter (Sieger Gau Erzgebirge)                                         |
| 7. März 1926                                                  | Viktoria 03 Zerbst (Sieger Gau Anhalt)           | 4:2       | FV Fortuna Magdeburg (Sieger Gau Mittelelbe)                                       |
| 7. März 1926                                                  | FC Wacker Gera (Sieger Gau Osterland)            | 7:2       | 1. SV 03 Jena (Sieger Gau Ostthüringen) (Quelle: Jenaische Zeitung vom 12.03.1926) |
| 7. März 1926                                                  | SV Wacker 05 Nordhausen (Sieger Gau Kyffhäuser)  | 1:2       | SV Preußen Langensalza (Sieger Gau Wartburg)                                       |
| SC 06 Oberlind (Sieger Gau Südthüringen) erhielt ein Freilos. |                                                  |           |                                                                                    |

### 2. Runde
| Datum                           |                       | Ergebnis |                         |
| ------------------------------- | --------------------- | -------- | ----------------------- |
| 14. März 1926                   | SV Fortuna Leipzig    | 3:0      | Chemnitzer BC           |
| 14. März 1926                   | SC Herta Wittenberge  | 2:5      | Viktoria 03 Zerbst      |
| 14. März 1926                   | SV Konkordia Plauen   | 1:4      | Dresdner SC             |
| 14. März 1926                   | SC 06 Oberlind        | 3:0      | FC Wacker Gera          |
| 14. März 1926                   | FV Sportfreunde Halle | 8:1      | FC Germania Halberstadt |
| 14. März 1926                   | SpVgg 02 Erfurt       | 0:3      | SV Preußen Langensalza  |
| 14. März 1926                   | VfL 1905 Zwickau      | 7:1      | FC Viktoria Lauter      |
| Riesaer SV erhielt ein Freilos. |                       |          |                         |

### Viertelfinale
| Datum         |                       | Ergebnis |                        |
| ------------- | --------------------- | -------- | ---------------------- |
| 21. März 1926 | Dresdner SC           | 8:1      | VfL 1905 Zwickau       |
| 21. März 1926 | Riesaer SV            | 3:4      | SV Fortuna Leipzig     |
| 21. März 1926 | SC 06 Oberlind        | 2:1      | SV Preußen Langensalza |
| 21. März 1926 | FV Sportfreunde Halle | 4:1      | Viktoria 03 Zerbst     |

### Halbfinale
| Datum          |                       | Ergebnis  |                |
| -------------- | --------------------- | --------- | -------------- |
| 11. April 1926 | SV Fortuna Leipzig    | 9:1       | SC 06 Oberlind |
| 11. April 1926 | FV Sportfreunde Halle | 2:5 n. V. | Dresdner SC    |

### Finale
| Datum          |             | Ergebnis |                    |
| -------------- | ----------- | -------- | ------------------ |
| 25. April 1926 | Dresdner SC | 3:0      | SV Fortuna Leipzig |

## V.B.M.V.-Entscheidungsspiel um den zweiten Teilnehmer an der Deutschen Meisterschaft
| Datum       |                                                  | Ergebnis |                                                 |
| ----------- | ------------------------------------------------ | -------- | ----------------------------------------------- |
| 1. Mai 1926 | SV Fortuna Leipzig (Mitteldeutscher Vizemeister) | 8:0      | FC Preussen Chemnitz (Sieger Runde der Zweiten) |